# 第44屆廣播金鐘獎
第44屆廣播金鐘獎是2009年度台灣廣播業界的年度盛事之一，表揚2009年度傑出的台灣廣播業界人員。廣播金鐘頒獎典禮則在2009年10月17日晚上7時在台北市國父紀念館舉行，由主持人聶雲和楊千霈擔任。由和展影視製作、台灣電視公司執行製播並負責全程實況轉播。

## 入圍暨得獎名單
下列之標記為該獎項得獎者。

## 外部連結
- 98年廣播金鐘獎入圍名單 （页面存档备份，存于）.文化部影視及流行音樂產業局.2009-08-22
- 98年廣播金鐘獎得獎名單 （页面存档备份，存于）.文化部影視及流行音樂產業局.2009-10-22